# Compsa albopicta
Compsa albopicta är en skalbaggsart som beskrevs av Perty 1832. Compsa albopicta ingår i släktet Compsa och familjen långhorningar.
Artens utbredningsområde är Paraguay. Inga underarter finns listade i Catalogue of Life.